# Épanode
L'épanode (substantif féminin), du grec ἐπάνοδος / epánodos, terme de rhétorique désignant une figure qui consiste à revenir en détail sur diverses personnes ou choses qu’on a d’abord indiquées sommairement, est une figure de style qui consiste à répéter des mots ou des groupes de mots qui semblent fonctionner de manière autonome syntaxiquement alors que la suite du texte montre que ceux-ci annonçaient en réalité un développement. On parle de structure épanodique ; proche de la régression et de la prolepse et propre au discours rhétorique. Dans son acception stylistique elle est un type d'anadiplose ; linguistiquement l'épanode est proche de l'épiphore ; néanmoins l'épanode est utilisée au niveau de l'argumentation et ne vise donc pas seulement l'effet esthétique. Elle vise une relance du discours argumentatif, l'accumulation avec explication des arguments, finalement elle cherche à convaincre l'interlocuteur.

## Exemple
« Cette grande pureté des bases de la Révolution française, la sublimité même de son objet, est précisément ce qui fait notre force et notre faiblesse ; notre force, parce qu'elle nous donne l'ascendant de la Vérité sur l'imposture, et les droits de l'intérêt public sur les intérêts privés ; notre faiblesse, parce qu'elle rallie contre nous tous les hommes vicieux, tous ceux qui dans leurs cœurs méditaient de dépouiller le Peuple [...] »

— Robespierre
« C'est dans ce temps que naît une nouvelle figure d'homme, immobile, absent. Immobile sur la neige blanche, penché sur l'absence rouge, ne désirant plus rien du monde » (Christian Bobin): l'épanode peut parfois se fonder sur des termes de même sens mais grammaticalement différents (conjugués,substantivés...)

## Définition

### Définition linguistique
L'épanode opère une transformation morpho-syntaxique de répétition à l'identique ; plus globalement, selon C. Fromilhague, elle s'utilise pour développer, expliquer un ou plusieurs mots du groupe syntaxique précédent (donc déjà proférés). Elle est donc une opération de réassemblage d'un propos, mais sans modification puisqu'elle précise, par l'ajout d'arguments, une thèse. Linguistiquement, l'épanode appartient à la classe des répétitions.

### Définition stylistique
Elle a pour effet de marquer formellement un énoncé explicatif et/ou démonstratif. Souvent conjuguée à d'autres figures comme la parallélisme ou l'hypozeuxe, elle permet un dynamisme du discours, par la création d'effets de suspense, de précision, d'explication. L'effet est de nature illocutoire : assurer la conviction de l'interlocuteur.

### Genres concernés
L'épanode concerne tous les genres littéraires, en majorité ceux du discours argumentatif. Les tirades dramatiques utilisent ses ressources afin de marquer le ton des personnages devisant (les rhéteurs sont marqués par une maîtrise des procédés argumentatifs). Enfin, les moralistes et les essayistes en exploitent les ressources, souvent pour coller à une description, un portrait ou éthopée (comme chez Jean de La Bruyère ou le cardinal de Retz)
L'oral emploie souvent l'épanode, lors de prises de paroles en public comme les discours officiels ou politiques. La publicité en use modérément, étant donné la longueur souvent nécessaire à son développement discursif.

## Historique de la notion

### Figures proches
- Figure "mère": répétition
- Figures "filles":  aucune
- Paronymes: régression, prolepse, épiphore
- Synonymes: anadiplose, précision

### Débats
L'épanode pose des problèmes de classification ; selon le niveau de langue considéré on peut la classer dans les répétitions ou dans les figures de construction discursive dite métatextuelle servant notamment à la narration (on parle en ce sens d'épanode narrative) ; on ne la distingue pas toujours de l'anadiplose.